# Marc Hottiger
Marc Hottiger (ur. 7 listopada 1967 w Lozannie) – piłkarz szwajcarski grający na pozycji prawego obrońcy.

## Kariera klubowa
Piłkarską karierę Hottiger rozpoczął w rodzinnej Lozannie w tamtejszym klubie Lausanne Sports. W wieku 21 lat zadebiutował w jego barwach w pierwszej lidze w 1988 roku i od czasu debiutu coraz częściej zaczął grywać w wyjściowym składzie. W Lausanne zaliczył ponad 120 ligowych spotkań, w których strzelił 5 goli, a największym sukcesem w tym okresie było zajęcie 4. miejsca w sezonie 1990/1991. W 1992 roku Hottiger przeszedł do innego pierwszoligowca, FC Sion, ówczesnego mistrza Szwajcarii. W 1993 roku zajął z nim 3. pozycję w Nationallidze, a rok później wywalczył wicemistrzostwo kraju.
Latem 1994 roku Hottiger wyjechał do Anglii i został zawodnikiem Newcastle United, do którego ściągnął go za pół miliona funtów ówczesny menedżer "Srok" Kevin Keegan. W Premiership zadebiutował 21 sierpnia w wygranym 3:1 domowym meczu z Leicester City, a łącznie zaliczył 38 spotkań i zdobył jednego gola. W 1995 roku stracił jednak miejsce w składzie na rzecz Warrena Bartona i w trakcie sezonu odszedł za 750 tysięcy funtów do Evertonu. W "The Toffies" występował przez półtora roku, ale rozegrał tylko 17 spotkań i po sezonie wrócił do Szwajcarii
Od 1997 roku Hottiger występował w Lausanne Sports, do którego trafił za 75 tysięcy funtów. W 1998 roku zdobył Puchar Szwajcarii, a rok później powtórzył ten sukces. W 1999 roku wrócił do Sionu. Grał tam przez trzy lata, ale nie osiągnął większych sukcesów i w 2002 roku zakończył piłkarską karierę w wieku 35 lat.
| Sezon   | Klub             | Kraj       | Rozgrywki      | Mecze | Bramki |
| ------- | ---------------- | ---------- | -------------- | ----- | ------ |
| 1988/89 | Lausanne Sports  | Szwajcaria | Nationalliga A | 20    | 3      |
| 1989/90 | Lausanne Sports  | Szwajcaria | Nationalliga A | 35    | 1      |
| 1990/91 | Lausanne Sports  | Szwajcaria | Nationalliga A | 33    | 1      |
| 1991/92 | Lausanne Sports  | Szwajcaria | Nationalliga A | 35    | 0      |
| 1992/93 | FC Sion          | Szwajcaria | Nationalliga A | 32    | 7      |
| 1993/94 | FC Sion          | Szwajcaria | Nationalliga A | 35    | 6      |
| 1994/95 | Newcastle United | Anglia     | Premiership    | 38    | 1      |
| 1995/96 | Newcastle United | Anglia     | Premiership    | 1     | 0      |
| 1995/96 | Everton F.C.     | Anglia     | Premiership    | 9     | 1      |
| 1996/97 | Everton F.C.     | Anglia     | Premiership    | 8     | 0      |
| 1997/98 | Lausanne Sports  | Szwajcaria | Nationalliga A | 29    | 0      |
| 1998/99 | Lausanne Sports  | Szwajcaria | Nationalliga A | 16    | 1      |
| 1999/00 | FC Sion          | Szwajcaria | Nationalliga A | 14    | 0      |
| 2000/01 | FC Sion          | Szwajcaria | Nationalliga A | 33    | 1      |
| 2001/02 | FC Sion          | Szwajcaria | Nationalliga A | 35    | 0      |

## Kariera reprezentacyjna
W reprezentacji Szwajcarii Hottiger zadebiutował 11 października 1989 roku w zremisowanym 2:2 meczu z Belgią, rozegranym w ramach eliminacji do Mistrzostw Świata 1990. W 1994 roku był członkiem wyjściowej jedenastki Helwetów na Mistrzostwach Świata w USA, na których zaliczył 4 mecze w pełnym wymiarze czasowym: z USA (1:1), z Rumunią (4:1), z Kolumbią (0:2) oraz w 1/8 finału z Hiszpanią. Także w 1996 roku grał w obronie Szwajcarii na kolejnym turnieju - Euro 96. Na mistrzostwach w Anglii Szwajcarzy nie wyszli z grupy, a Hottiger zaliczył 2 mecze: z Holandią (0:2) i ze Szkocją (0:1). Karierę reprezentacyjną Marc zakończył po tym turnieju. W kadrze A wystąpił w 63 spotkaniach, w których zdobył 5 goli.